# کای‌اکی
کای‌اِکی (به ژاپنی: 改易) در شوگونسالاری توکوگاوا (دوره ادو) یکی از روش‌های کیفری بود. کای‌اِکی به سلب عنوان سامورایی و ضبط و مصادره ملک فئودالی، قلعه یا محل سکونتِ هاتاموتو‌ها و دایمیو‌ها گفته می‌شود. مصادره املاک ممکن است به‌طور کامل «جوهو» (除封) یا کاستن از املاک «گنپو» (減封) باشد.
در تاریخ ژاپن سه سلسله شوگونسالاری وجود دارد. در دو شوگونسالاری قبلی کای‌اِکی به معنای تغییر شغل و مقام شوگو و جیتو بود.

## کای‌اکی پس از نبرد سکیگاهارا
پس از نبرد سکیگاهارا ایشیدا میتسوناری، کونیشی یوکیناگا و آنکوکوجی اکی گردن زده شدند. املاک ۸۸ دایمیو به‌طور کامل مصادره شد و املاک چندین دایمیو شامل سه تن از خاندان موری (موری تروموتو ، کیکاوا هیروایه و موری هیده‌موتو)، اوئسوگی کاگه‌کاتسو به میزان زیادی کاسته شد.
جدول زیر نحوه کای‌اکی برخی از دایمیوهاست که در نبرد سکیگاهارا از سپاه غربی حمایت کردند.
علامت ○ نشاندهندهٔ کسانی است که در میدان جنگ سکیگاهارا با سپاه شرقی جنگیدند.
|           | فرمانده             | مساحت ملک قبل از کای‌اکی (ده هزار ککو) | بعد از کای‌اکی                                   |
| --------- | ------------------- | ------------------------------------- | ----------------------------------------------- |
| سپاه غربی | موری تروموتو        | ۱۱۲٫۰                                 | ۲۹٫۸ زمین‌های باقی‌مانده پس از مصادره             |
| سپاه غربی | اوئسوگی کاگه‌کاتسو   | ۱۲۰٫۰                                 | ۳۰ زمین‌های باقی‌مانده پس از مصادره               |
| سپاه غربی | ساتاکه یوشینوبو     | ۵۴٫۰                                  | ۲۰٫۵ زمین‌های باقی‌مانده پس از مصادره             |
| سپاه غربی | اوکیتا هیده‌ایه○     | ۵۷٫۰                                  | تبعید-مصادرهٔ کامل                               |
| سپاه غربی | ایشیدا میتسوناری ○  | ۱۹٫۴                                  | اعدام-مصادرهٔ کامل                               |
| سپاه غربی | کونیشی یوکیناگا ○   | ۲۰٫۰                                  | اعدام-مصادرهٔ کامل                               |
| سپاه غربی | ماشیتا ناگاموری     | ۲۰٫۰                                  | تبعید-مصادرهٔ کامل                               |
| سپاه غربی | اوتانی یوشیتسوگو ○  | ۵٫۰                                   | هاراکیری-مصادرهٔ کامل                            |
| سپاه غربی | آنکوکوجی اکی ○      | ۶٫۰                                   | اعدام-مصادرهٔ کامل                               |
| سپاه غربی | اودا هیده‌نوبو       | ۱۳٫۵                                  | اخراج از محل سکونت-مصادرهٔ کامل                  |
| سپاه غربی | چوسوکابه موریچیکا ○ | ۲۲٫۰                                  | تبدیل به رونین-مصادرهٔ کامل                      |
| سپاه غربی | ناتسوکا ماساایه ○   | ۵٫۰                                   | هاراکیری-مصادرهٔ کامل                            |
| سپاه غربی | موری هیده‌موتو ○     | ۲۰٫۰                                  | ۵ زمین‌های باقی‌مانده پس از مصادره                |
| سپاه غربی | تودا کاتسوشیگه ○    | ۱٫۰                                   | کشته شده در میدان جنگ-مصادرهٔ کامل               |
| سپاه غربی | سانادا ماسایوکی     | ۳٫۸                                   | حبس خانگی-مصادرهٔ کامل و انتقال آن به پسرارشد او |